# Parastygarctus mediterranicus
Parastygarctus mediterranicus är en djurart som tillhör fylumet trögkrypare, och som beskrevs av Gallo D'Addabbo, de Zio Grimaldi och Sandulli 2002. Parastygarctus mediterranicus ingår i släktet Parastygarctus och familjen Stygarctidae. Inga underarter finns listade i Catalogue of Life.